# عصر أمازوني

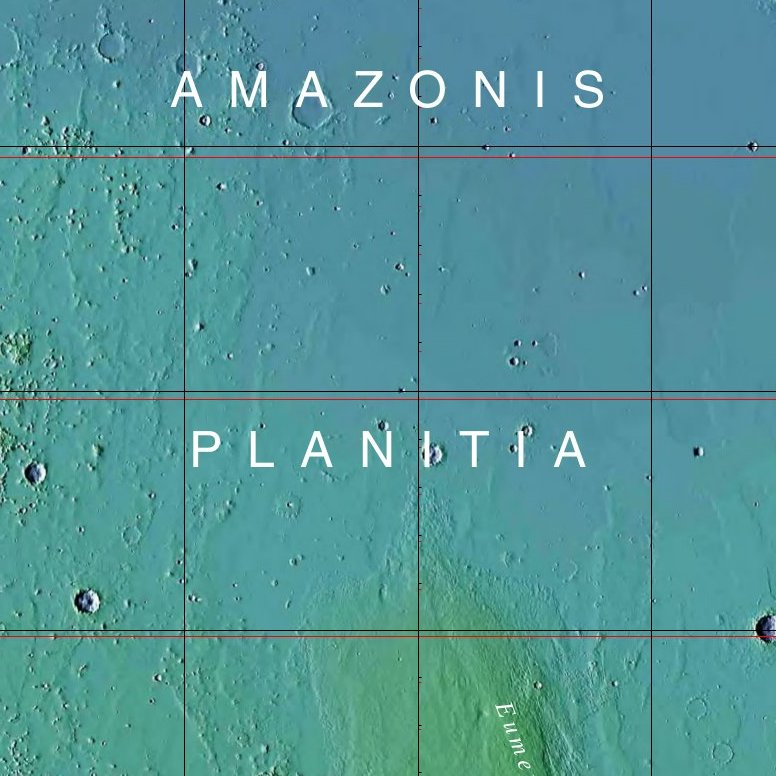

العصر الأمازوني، هو نظام جيولوجي أو فترة زمنية على كوكب المريخ تتميز بانخفاض معدلات النيازك والكويكبات والآثار والبرودة، الظروف مفرط تشبه إلى حد بعيد تلك الموجودة على المريخ اليوم.
. الانتقال من فترة هسبريا السابقة غير معروف إلى حد ما، ويعتقد أن الأمازون بدأت قبل حوالي 3 مليارات سنة، على الرغم من أن احتمال الخطأ في هذا التاريخ هي كبيرة للغاية ~ 500 مليون سنة. تنقسم هذه الفترة في بعض الأحيان إلى الأمازون المبكر والأوسط والمتأخر، ولا يزال الأمازون حتى يومنا هذا.

## التسلسل الزمني والطبقات الأمازونية
نظرًا لأن الفترة الأمازونية هي الأحدث بين الفترات الجيولوجية على المريخ، فإن فهم تسلسلها الزمني يعتبر واضحًا نسبيًا باستخدام قوانين الجيولوجيا التقليدية المتعلقة بالتراكب الطبقي وتقنية التأريخ النسبي المعتمدة على عد الفوهات الصدمية. تتميز هذه الفترة بندرة الفوهات الصدمية مقارنة بالفترات الأقدم، مما يعني أن الملامح السطحية الدقيقة (أقل من 100 متر) تبقى محفوظة بشكل جيد. يتيح ذلك دراسة موجهة نحو العمليات للعديد من المظاهر السطحية المريخية التي تعود إلى العصر الأمازوني، حيث تبقى تفاصيل أشكال السطح واضحة.  
إضافةً إلى ذلك، فإن حداثة هذه الفترة تعني أنه على مدى الـ 100 مليون سنة الماضية، يمكن إعادة بناء إحصائيات الميكانيكا المدارية للشمس والمريخ والمشتري دون أن تتأثر الأنماط بالآثار الفوضوية. يسمح ذلك بإعادة بناء التغيرات في الإشعاع الشمسي – أي كمية الحرارة الواصلة من الشمس – التي وصلت إلى المريخ عبر الزمن. وقد أظهرت الدراسات أن التغيرات المناخية حدثت في دورات تشبه إلى حد كبير في الحجم والمدة دورات ميلانكوفيتش الأرضية.  
تُمكن هذه الخصائص – الحفظ الجيد والفهم للإشعاع الشمسي – الباحثين من تركيز دراساتهم على فهم مناخ العصر الأمازوني على المريخ والعمليات السطحية التي استجابت لهذا المناخ. وشملت هذه الدراسات:  
- ديناميكيات الأنهار الجليدية وتضاريسها.[5]
- تقدم وانحسار الجليد عبر الكوكب.[6]
- سلوك الجليد الأرضي والملامح المحيطية الناتجة عنه.[7]
- عمليات الذوبان والجيومورفولوجيا النهرية الصغيرة الحجم.[8][9]
- التغيرات في خصائص الغلاف الجوي.[10]
- ديناميكيات المياه الجوفية.[11]
- ديناميكيات القمم الجليدية.[12]
- ديناميكيات صقيع ثاني أكسيد الكربون والميزات السطحية الغريبة المرتبطة به مثل "الأنماط العنكبوتية".[13]
- تأثيرات الرياح على رواسب الرمل والغبار وعلم الرواسب الهوائية.[14][15]
- نمذجة الظروف المناخية السابقة (مجالات الرياح، درجات الحرارة، خصائص السحب، والكيمياء الجوية).[16][17]

كما أتاح الحفظ الجيد لهذه الفترة إجراء دراسات مفصلة لعمليات جيولوجية أخرى على المريخ خلال العصر الأمازوني، أبرزها العمليات البركانية، والصدوع الهشة، وعملية تكون الفوهات الصدمية.